# Læder
Læder er et materiale fremstillet ved bearbejdning af fortrinsvis kohud. Læder har været brugt til beklædning af mennesket i formentlig tusindvis af år.
Til læderproduktion spaltes en hud i op til fire lag, hvoraf det yderste kaldes narvlæder, mens de andre lag kaldes spalt; disse har ruskindsoverflade på begge sider – i modsætning til narvlæderet, der kun har det på den ene side.
Spalt påføres ofte et lag polyeurethan og kaldes herefter for bycastlæder.

## Produktion

### Indsamling
De første mennesker, der har brugt læder som en del af deres påklædning, har været de forhistoriske jægere, der efter at have nedlagt et byttedyr og spist kødet, har stået med dyrets hud og overvejet, hvad man kunne bruge det til.
Efterhånden som man i højere grad har indset værdien af dyreskind, har man påbegyndt en mere systematisk indsamling af skindene, og stillingen som pelsjæger er herefter opstået.

### Bearbejdning
Råt skind er som udgangspunkt ret stift og tåler ikke særligt godt vejrets påvirkning af det. Det er derfor nødvendigt at bearbejde det på forskellig måde; dette gøres i nogle processer, der kaldes garvning. Læderet kan også indfarves, så det kan bruges i en mere modepræget retning, end kun som en praktisk beklædningsgenstand.

### Brug
Efter bearbejdningen af skindene bruges disse i beklædningsindustrien – enten til at fremstille hele klædningsstykker, som jakker eller bukser, eller til at tilføje effekter til stofbeklædning. 
Læder bruges også andre steder, såsom i
- møbelindustrien, hvor man beklæder stole og sofaer med læder
- indretningsøjemed, hvor man kan have lædertapeter
- bilindustrien, hvor læder bruges til beklædning af paneler og rat.

## Typer af læder
Der findes flere forskellige slags læder:
- Anilin, som er læder indfarvet med anilin, men på en måde, så man kan se læderets struktur.
- Semianilin, som er indfarvet læder, der tillige har fået en form for overfladebeskyttelse, der gør, at strukturen i større eller mindre grad bliver udvisket.
- Dækfarvet læder, som er læder, der er indfarvet så kraftigt, at det ikke længere er muligt at se læderets struktur.
- Kernelæder, som er læder, der kun er garvet, men ikke efterfølgende overfladebehandlet eller indfarvet.
- Vegetabilsk læder, som betegner, at der er garvet ved hjælp af naturlige garvestoffer; det er ligesom kernelæder ikke efterfølgende behandlet. Vegetabilsk læder er det klassiske møbellæder.
- Ruskind, som er bagsiden af skind, dvs. den del af skindet, der vendte ind mod kødet; det har en ru overflade.
- Nubuck, som fremstilles af oversiden af læder, der efter garvning og farvning slibes, så det får en overflade, som ligner ruskind.
- Spalt, som er de stykker læder, der er opnået efter spaltning af en hud.
- Bycastlæder, som er spalt, der er påført et lag polyeurethan.
- Skind, som er tyndere og blødere; det anvendes blandt andet til udstyr i forbindelse med kendo (japansk fægtning).
- Pels, som er skind med hår på.
- Nappa, som er glat skind.

Mange virksomheder benytter ofte "genuine læder" eller "ægte læder", men disse udtryk angiver ikke en specifik type læder. Det betyder blot, at materialet teknisk set er læder, idet det indeholder en form for læder. Derfor kan det omfatte alt fra læder blandet med gummi til den undersiden af læder, som typisk er ru i teksturen.